# Клочково
Клочко́во (каз. Клочков) — село у складі Камистинського району Костанайської області Казахстану. Адміністративний центр Клочковського сільського округу.
Населення — 324 особи (2021; 522 у 2009, 885 у 1999, 1135 у 1989).